# Air and Space Training Ribbon
Le Air and Space Training Ribbon (ASTR - ruban d'entraînement aérien et spatial) est la récompense militaire la plus basse de l'Armée de l'Air (United States Air Force - USAF) et de l'Armée de l'Espace des États-Unis (United States Space Force - USSF), juste avant les récompenses militaires étrangères.
Le Air and Space Training Ribbon a été autorisé en tant que ruban d'entraînement de l'armée de l'air par le chef d'état-major de l'armée de l'air américaine le 12 octobre 1980. Il est décerné aux membres de l'U.S. Air Force et de l'U.S. Space Force qui ont suivi une formation  militaire initiale (Basic Military Training - BMT) après le 14 août 1974. La formation initiale d'accession à l'USAF est définie comme la Basic Military Training (BMT) pour le personnel engagé, la Basic Cadet Training (BCT) à l'United States Air Force Academy (USAFA), ou le commissionnement par le biais de l'Air Force ROTC (AFROTC), de l'Officer Training School (OTS) ou d'autres programmes spécialisés d'accession au statut d'officier de l'USAF.
En décembre 1986, les critères ont été élargis et le ruban a été autorisé à toute personne en service actif en décembre 1986, quelle que soit la date à laquelle elle a suivi la formation initiale. Le ruban a été conçu par l'Institut d'héraldique. Le ruban comporte une large bande centrale rouge, flanquée de part et d'autre d'une large bande bleu foncé et d'une étroite bande jaune bordée d'une étroite bande bleu foncé.
Le 16 novembre 2020, le ruban d'entraînement de l'armée de l'air a été rebaptisé ruban d'entraînement aérien et spatial par le secrétaire de l'armée de l'air.

## Dispositifs et récompenses ultérieures
Le Air and Space Training Ribbon ne peut pas être décerné pour avoir suivi une formation au pilotage, une formation technique, des cours de développement de carrière, une formation militaire professionnelle (professional military education - PME) et une formation de base d'autres services ou une formation d'officier. Les militaires de l'USAF ou de l'USSF qui ont d'abord accédé au BMT et qui ont ensuite suivi la formation d'officier de l'USAF ou de l'USSF (OTS, AFROTC, USAFA, etc.) ont droit à une récompense subséquente désignée par une grappe de feuilles de chêne en bronze.
Les officiers qui suivent une formation d'officier de l'armée de l'air ou de l'armée de l'espace, mais qui ont suivi leur formation militaire dans l'armée de terre (US Army), reçoivent le Air and Space Training Ribbon sur la base de leur statut d'officier et le portent en plus du Army Service Ribbon (ruban de service de l'US Army).
Dispositif autorisé : Feuilles de chêne

## Équivalents dans les autres branches des Forces armées américaines
L'United States Army (armée de terre américaine) accorde le Army Service Ribbon d'une manière similaire au Air and Space Training Ribbon.
La United States Navy (marine américaine) et les United States Coast Guard (garde-côtes des États-Unis) n'ont pas de récompense correspondant au Air and Space Training Ribbon. Le ruban est interdit sur tous les uniformes de l'USN et de l'USCG portés par d'anciens membres de l'USAF ou de l'USSF.
Le United States Marine Corps (Corps des Marines des États-Unis - USMC) n'a pas de ruban équivalent, mais décerne son insigne de marque Eagle, Globe & Anchor à l'issue de la formation des recrues ou de l'école d'officiers, ou lors de l'entrée en service des officiers du Corps des Marines ayant suivi l'Académie navale des États-Unis (USNA), l'option Marine Corps du Naval ROTC (NROTC) ou la classe des chefs de peloton de l'USMC (PLC). À l'instar de la marine et des garde-côtes, le port du ruban d'entraînement aérien et spatial est également interdit sur tous les uniformes de l'USMC portés par d'anciens membres de l'USAF ou de l'USSF.

## Source
- (en) Cet article est partiellement ou en totalité issu de l’article de Wikipédia en anglais intitulé « Air and Space Training Ribbon » (voir la liste des auteurs).